# Істеміс
Істемі́с (рос. Истемис) — село у складі Домбаровського району Оренбурзької області, Росія.

## Населення
Населення — 172 особи (2010; 252 у 2002).
Національний склад (станом на 2002 рік):
- казахи — 99 %